# ورزشگاه چوبو یاجین
ورزشگاه چوبو یاجین (به لاتین: Chubu Yajin Stadium) یک ورزشگاه در ژاپن است که در یوناگو، توتوری واقع شده‌است.